# اسپرینگ هیل (مینه‌سوتا)
اسپرینگ هیل، مینه‌سوتا (به انگلیسی: Spring Hill, Minnesota) یک شهر در ایالات متحده آمریکا است که در شهرستان استیرنز، مینه‌سوتا واقع شده‌است.

## خصوصیات
اسپرینگ هیل ۱٫۸۶ کیلومترمربع مساحت و ۸۵ نفر جمعیت دارد و ۳۸۲ متر بالاتر از سطح دریا واقع شده‌است.